# Saxifraga sect. Cotylea
Saxifraga sec. Cotylea es una sección del género Saxifraga. Contiene las siguientes especies:

## Especies
- Saxifraga coriifolia
- Saxifraga rotundifolia
- Saxifraga taygetea